# Jungma-dong
Jungma-dong (koreanska: 중마동) är en stadsdel i staden Gwangyang i provinsen Södra Jeolla i den södra delen av Sydkorea, 300 km söder om huvudstaden Seoul. Kommunens stadshus ligger i Jungma-dong.